# 북은데벨레어
북은데벨레어(전 마타벨레어), 혹은 은데벨레어, 아마 은데벨레어, 짐바브웨 은데벨레어는 반투어군의 응구니어족에 속하는 아프리카계의 언어로, 짐바브웨의 은데벨레인들이 사용한다.
북은데벨레어는 남아프리카 공화국에서 사용되는 줄루어와 연관이 있다. 이는 짐바브웨의 북부 은데벨레 지역의 사람들이 줄루족의 지도자 미질리칼리 키말로 (당시 줄루 국왕 샤카 카센잔가코나의 수하 중 한명)의 추종자들의 후손들이기 때문이다. 미질리칼리 키말로는 19세기 초 줄루 왕국을 떠나 1839년 현재의 짐바브웨 지역에 도착하였다. 
비록 줄루어와 북은데벨레어는 문법, 어휘 그리고 억양 방면에서 다소 차이가 있으나, 최소 85% 이상의 어휘들이 일치한다고 한다. 안소니 코프와 시부시소 나옘베지 등의 응구니어학자들은 북은데벨레어과 줄루어의 방언이라 정의하고 있다. 비슷한 두 언어 중에서 언어와 방언을 구별하는 것은 어렵게 여겨지는데, 이는 그 구별기점이 언어학적이 아닌 정치적 요인에서 판가름나는 경우가 종종 있기 때문이다.
북은데벨레어는 줄루어와 제일 유사하나, 남아프리카의 남은데벨레어 (혹은 트란스발 은데벨레어)와 서로 다른 언어이나 상호 의사소통성을 가진 관계이다. 남은데벨레어도 역시 응구니어족에 속하나, 소토어의 영향을 받았다.

## 같이 보기
- 은데벨레인
- 줄루어
- 남은데벨레어
- 짐바브웨의 행정 구역
- 불라와요